# “ノーヴァヤ・ロシア”国立交響楽団
“ノーヴァヤ・ロシア”国立交響楽団（露：ロシア語: Государственный симфонический оркестр «Новая Россия»）は、1990年に設立されたオーケストラ。

## 沿革
当初「若いロシア」(マラダーヤ・ラシーヤ)（«Молодая Россия»）という名称であった。コンサートは、子供連れの客を主な対象としている。

## 指揮者
- ドミトリー・オルロフ 1990～1992年
- マルク・ゴレンシテイン 1992～2002年
- ユーリ・バシュメット　2002年～